# Knuthenborg Safaripark
Knuthenborg Safaripark is een dierentuin op lanndgoed Knuthenborg in de Deense plaats Bandholm. Het park is eigendom van en wordt beheerd door Christoffer Knuth, de huidige graaf van Knuthenborg.

## Geschiedenis
Knuthenborg Safaripark werd opgericht in 1860, waarbij bezoekers tegen betaling het landgoed konden bezoeken. In 1950 kwam een groep van 70 sikaherten naar het park, waarmee het landgoed een Wildpark werd. Vanaf 1969 kwamen er verschillende exotische dieren erbij.

## Dieren
Dit overzicht is mogelijk incompleet; u kunt helpen door het uit te breiden.
In Knuthenborg Safaripark leven ongeveer 70 verschillende soorten. De meeste dieren zijn makkelijk te bezichtigen te voet. Echter zijn sommige dieren, zoals de tijgers, alleen te bezichtigen met een gesloten auto. Daarnaast zijn er enkele apensoorten alleen te bezichtigen in een speciale bus. Hieronder een overzicht van de enkele diersoorten die er leven in het park.

### Vogels
- Emoe
- Struisvogel

### Zoogdieren
- Amerikaanse bizon
- Blauwe gnoe
- Chinese muntjak
- Damhert
- Eland
- Elandantilope
- Gouden leeuwaapje
- Jak
- Kameel
- Lama
- Mantelbaviaan
- Poolwolf
- Ringstaartmaki
- Rode vari
- Rothschildgiraffe
- Sabelantilope
- Shetlandpony
- Siberische tijger
- Sikahert
- Springtamarin
- Steppezebra
- Waterbuffel
- Witte neushoorn